# Stupeň B1034 Falconu 9
Stupeň B1034 Falconu 9 je první stupeň rakety Falcon 9 vyráběné společností SpaceX, exemplář verze Block 3. Poprvé a naposledy tento první stupeň letěl v květnu 2017, kdy do vesmíru vynesl telekomunikační družici Inmarsat-5 F4. Po vynesení nákladu, už ale první stupeň neměl dostatek paliva na přistání. Statický zážeh pro tuto misi proběhl 18. května 2017 okolo 16:45 UTC.

## Přehled letů
| Číslo použití | Datum startu (UTC) | Let číslo | Náklad        | Start | Místo startu | Přistání | Místo přistání | Poznámky                                        |
| ------------- | ------------------ | --------- | ------------- | ----- | ------------ | -------- | -------------- | ----------------------------------------------- |
| 1             | 30. října 2017     | 34        | Inmarsat-5 F4 |       | KSC LC-39A   |          | Bez přistání   | První stupeň neměl dostatek paliva na přistání. |